# ルース・スチュワート
ルース・スチュワート（Ruth Stewart, 1916年10月20日 - 2018年4月9日)は、アメリカのソプラノ歌手。

## 生涯
フロリダ州ジャクソンビル出身。1937年にフロリダ農業工科大学を卒業し、ジョージア州キングスランドの公立学校で教職に就いた。ほどなくバージニア州のハンプトン大学の奨学金給費研究員となり、1943年に修士号を得たあとはニューヨークのコロンバス大学で研究をつづけた。ニューヨーク滞在中は、ハリー・ロバート・ウィルソン、ロザリー・ミラー、ソロン・アルベルティの各氏に声楽を学び、エヴェレット・リーの指揮するグレース組合教会のコンサートのソリストとしてしばしば登場した。1945年から1951年まで歌手として全米ツアーを敢行し、1949年にはニューヨーク・オペラ・カンパニーでのウィリアム・グラント・スティルの《災いの島》の初演に参加した。1951年にはフルブライト奨学金を得てローマ聖チェチーリア音楽院に留学し、マリー・テレサ・ペディコーニの薫陶を受けた。1954年にテキサス・サザン大学のグリークラブのディレクターになる傍らで、大学でのオペラ・ワーク・ショップを立ち上げた。
主な弟子に、フェイ・ロビンソン等がいる。

## 参照
| スタブアイコン | サブスタブ | この項目は、まだ閲覧者の調べものの参照としては役立たない、人物に関連した書きかけの項目です。この項目を加筆・訂正などしてくださる協力者を求めています（P:人物伝/PJ:人物伝）。 |